# William Carington
William Henry Peregrine Carington (28 juillet 1845 - 7 octobre 1914) est un soldat britannique, courtisan et homme politique libéral qui siège à la Chambre des communes de 1868 à 1883

## Biographie
Né William Carrington, il est le deuxième fils de Robert Carrington (2e baron Carrington), et sa deuxième épouse l'hon. Charlotte Drummond-Burrell, fille de Peter Drummond-Burrell (22e baron Willoughby de Eresby). Lui et ses deux frères prennent par licence royale le nom de famille de Carington en 1880. Il fait ses études au Collège d'Eton et sert dans les Grenadier Guards, atteignant le grade de lieutenant-colonel . Il combat dans la campagne d'Égypte de 1882 et reçoit une médaille pour ses actions.
Carington est élu député de Wycombe en 1868, succédant à son frère Charles, et occupe le siège jusqu'en 1883, date à laquelle il est remplacé par son cousin germain Gerard Smith .
Carington est groom-in-wainting de la reine Victoria de 1880 à 1882. Il est maître par intérim des Buckhounds de 1883 à 1884, écuyer de la reine Victoria de 1881 à 1901 et écuyer supplémentaire du roi Édouard VII de 1901 à 1910. Il est également contrôleur et trésorier du prince de Galles (futur George V) à partir de 1901.
En novembre 1901, il est investi comme chevalier commandeur de l'Ordre royal de Victoria (KCVO) et, en janvier suivant, il reçoit l'Ordre de la Couronne de Prusse, deuxième classe, avec étoile, lorsqu'il accompagne le prince de Galles dans une visite à Berlin pour l'anniversaire de l'empereur Guillaume II . En 1910, il est admis au Conseil privé et est le gardien de la bourse privée du roi de 1910 à 1914.

## Famille
Carington épouse Juliet Warden, fille de Francis Warden, de New York, le 23 septembre 1871 . Ils n'ont pas d'enfants. Elle est décédée en novembre 1913. Carington ne lui survit que onze mois et meurt à l'âge de 69 ans. Charles Wynn-Carington, 1er marquis du Lincolnshire, est son frère aîné, et Rupert Carington (4e baron Carrington), son frère cadet.